# 3990 Heimdal
3990 Heimdal è un asteroide della fascia principale. Scoperto nel 1987, presenta un'orbita caratterizzata da un semiasse maggiore pari a 3,9392482 UA e da un'eccentricità di 0,2394384, inclinata di 9,50217° rispetto all'eclittica.